# Plastisol

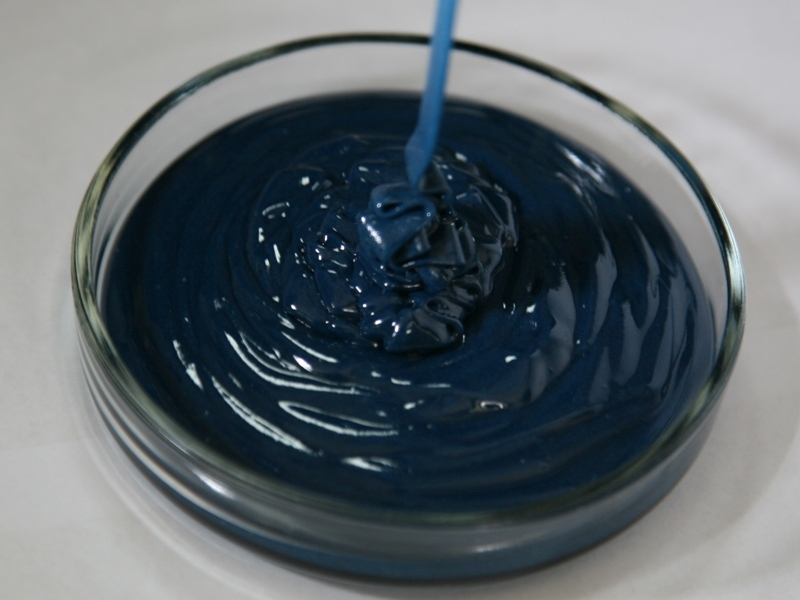
Plastisol

Plastisolul este o suspensie de particule de policlorură de vinil într-un plastifiant lichid, care curge ca un lichid și poate fi turnat într-o matriță încălzită. Atunci când este încălzit la aproximativ 177 de grade Celsius, PVC-ul și plastifiantul se dizolvă reciproc. La răcirea matriței sub 60 grade C rezultă un produs solid, flexibil și plastifiat permanent. În afară de turnare sa în diverse forme, plastisolul este de obicei folosit ca cerneală textilă în serigrafie și ca material aplicat în strat de acoperire în diverse structuri (acoperișuri, mobilă) și de acoperire prin imersie.